# Tibesti
 (février 2025).
La mise en forme du texte ne suit pas les recommandations de Wikipédia : il faut le « wikifier ».
Les points d'amélioration suivants sont les cas les plus fréquents. Le détail des points à revoir est peut-être précisé sur la page de discussion.
- Les titres sont pré-formatés par le logiciel. Ils ne sont ni en capitales, ni en gras.
- Le texte ne doit pas être écrit en capitales (les noms de famille non plus), ni en gras, ni en italique, ni en « petit »…
- Le gras n'est utilisé que pour surligner le titre de l'article dans l'introduction, une seule fois.
- L'italique est rarement utilisé : mots en langue étrangère, titres d'œuvres, noms de bateaux, etc.
- Les citations ne sont pas en italique mais en corps de texte normal. Elles sont entourées par des guillemets français : « et ».
- Les listes à puces sont à éviter, des paragraphes rédigés étant largement préférés. Les tableaux sont à réserver à la présentation de données structurées (résultats, etc.).
- Les appels de note de bas de page (petits chiffres en exposant, introduits par l'outil «  Source ») sont à placer entre la fin de phrase et le point final[comme ça].
- Les liens internes (vers d'autres articles de Wikipédia) sont à choisir avec parcimonie. Créez des liens vers des articles approfondissant le sujet. Les termes génériques sans rapport avec le sujet sont à éviter, ainsi que les répétitions de liens vers un même terme.
- Les liens externes sont à placer uniquement dans une section « Liens externes », à la fin de l'article. Ces liens sont à choisir avec parcimonie suivant les règles définies. Si un lien sert de source à l'article, son insertion dans le texte est à faire par les notes de bas de page.
- La présentation des références doit suivre les conventions bibliographiques. Il est recommandé d'utiliser les modèles {{Ouvrage}}, {{Chapitre}}, {{Article}}, {{Lien web}} et/ou {{Bibliographie}}. Le mode d'édition visuel peut mettre en forme automatiquement les références.
- Insérer une infobox (cadre d'informations à droite) n'est pas obligatoire pour parachever la mise en page.

Pour une aide détaillée, merci de consulter Aide:Wikification.
Si vous pensez que ces points ont été résolus, vous pouvez retirer ce bandeau et améliorer la mise en forme d'un autre article.
Pour l’article homonyme, voir Massif du Tibesti.
Le Tibesti (en arabe : منطقة تبستي (Minṭaqâtu Tibastī)) est l'une des 23 régions du Tchad, située au Nord-Ouest du pays. Son chef-lieu est Bardaï. Cette région est issue du démembrement de la région de Borkou-Ennedi-Tibesti en 2008.

## Géographie

### Localisation
La région est située au Nord du Tchad. Son point le plus septentrional a été fixé sur le tropique du Cancer à l'époque coloniale (bien que la position du tropique du Cancer varie au cours de quelques mètres par an, la frontière reste fixe). La région est frontalière de la Libye au Nord et du Niger à l'Ouest.
|        | Mourzouq |        |
| Agadez | Tibesti  | Borkou |
|        | Borkou   |        |

### Géologie et relief

#### Géologie
Infiltrées lors des phases humides, les eaux se sont accumulées en d'immenses réservoirs souterrains. À travers les couches de grès poreux, ces réservoirs alimentent des nappes artésiennes jusqu'à des centaines de kilomètres.
Dominé par le pic Toussidé, deuxième sommet avec 3 315 m d'altitude, le Tarso Toussidé possède une caldeira de 13 km de diamètre,  profonde d'environ 1 000 m et dont les parois forment par endroits des à-pic vertigineux. Les chevriers y descendent avec leurs troupeaux, friands des dépôts salés (natron) qui s'y trouvent à l'état naturel et qui forment des croûtes blanches. Les sources d'eau chaude et les fumerolles de Soborom soignent les affections rhumatismales et les sinusites,.

#### Relief
Le Tibesti est dominée par le massif du Tibesti.

### Climat
La température peut atteindre 45 °C. En hiver, de septembre à février, elle peut descendre sur les hauts plateaux jusqu'à -20 à Tarsou. Les écarts thermiques atteignent 30 °C par jour sous abri, et bien davantage au vent.[réf. nécessaire]

## Histoire

### Préhistoire
Les peintures et gravures rupestres au Tibesti témoignent d'une civilisation ancienne de 25 000 ans av. J.-C. Elles attestent à travers la faune herbivore et la flore représentées, d'un passé humide et vert au Sahara.
Un des plus fameux sites du Tibesti occidental est celui de Gonoa et son célèbre chasseur masqué.
Au sud de Zouar sur le site de Gourké sont représentés dromadaires montés par des hommes, bovins et girafes.
Le site d'Ossour et celui de la grotte de Tougoui Tongour sont particulièrement riches en représentations humaines sophistiquées détaillant parures et vêtements.

### Colonisation
En 1869, le docteur Gustav Nachtigal, envoyé par Bismarck pour prendre contact avec le sultan du Bornou, est le premier européen à parcourir le Tibesti de Zouar à Bardaï. Condamné par l’assemblée traditionnelle à la peine capitale pour espionnage, il fait appel, mais sa demande est rejetée. Il est sauvé par le prince Arami Tetimi qui le protège et l’héberge à Yigatchi au fond de Doudué dans la vallée du Bardaggué. Après son retour en Allemagne, il publie le livre Sahara et Soudan ,.
Nachtigal ne fait que contourner le massif. Les premiers à traverser le massif et à en laisser une description détaillée, dont des altitudes précises, est le chef de bataillon Tilho (géodésiste, futur général et académicien) qui, du 4 septembre au 12 novembre 1915, va de Faya-Largeau à Bardaï et retour puis, pour la partie orientale, le chef de bataillon Couturier par deux tournées du 21 décembre 1922 au 21 janvier 1923 et du 11 juin au 20 septembre 1923.

### Première guerre civile tchadienne
Le 19 février 2008, le démembrement de l'ancienne région du Borkou-Ennedi-Tibesti permet la création de la région actuelle.
Entre 2002 et février 2008, le Tibesti a été l'un des trois départements composant la région du Borkou-Ennedi-Tibesti (Décrets no 415/PR/MAT/02 et 419/PR/MAT/02).[réf. nécessaire]

### Liste des administrateurs
Gouverneur du Tchad
- de 1938 à 1944 : Félix Éboué

Sous-préfets du Tibesti (1960-2002)
- 6 décembre 1961 : Émile Mbaiodjal Mahamat.
- Sougoumi Chahaimi (1992 - 1994)
- 2 août 1994 : Mouli Tahir.

Préfets du Tibesti (2002-2008)
- 2003 : Darkallah Taher Abdallah.

Gouverneurs du Tibesti (à partir de 2008)
- Alifa Weddeye[12] (à partir de février 2008).
- Mars 2008 : Sougui Annar.
- 25 novembre 2009 : Ouardougou Bolou[13]
- ? : Ahmat Barkai Animi (en poste en juillet 2013).
- 2013 : Alifa Weddeye[14]
- 2019 - 2020: Djidi Habré Chahai
- 2021 - Janvier 2025 Général Mahamat Tochi Sidi
- Depuis le 25 février 2025 Général  Alifa Weddeye

### Listes des Députés du Tibesti à la Législative (1964-2021)
- Sougoumi Chahaïmi : 1964-1975
- Sougoumi Chahaïmi : 1988 - 1990
- Ali Sougoudou : 1988-1990
- Yosko Bolou (Zouar) : 1996-2011
- Mardakoré Adili (Bardaï) : 1996-2011
- Mahamat Losso (Aozou) : 1996- 2003
- Gourde Salah : 2003 - 2011
- Adeli Edji Tarsoui (Wour) : 2011-2021
- Djidi Allahi (Zouar) : 2011 - 2021
- Molimaï Tahar (Bardaï) : 2011- 2021
- Mahamat Bazingue (Aozou) : 2011-2021
- Achta Charfadine Tchouma (Aouzou) : 2025-
- Mahamat Galmay Abdallah (Bardai) : 2025-
- Hawa Dadi Landaimi (Emi-koussi) : 2025-
- Oumar Sidi Sounoussi (Wour) : 2025-
- Souleymane Ali Koki (Zoumri) : 2025-25-
- Souleymane Ramadan Weddeye (Zouar) : 2025-

## Politique et administration

### Subdivisions
De février 2008 à août 2018, la région du Tibesti a été divisée en deux départements :
- Tibesti Est (comprenant Bardaï, Zoumri, Aouzou et Yebbibou)
- Tibesti Ouest (comprenant Zouar, Wour et Goubonne)

Depuis août 2018, chacun de ces départements a été divisé à son tour en deux nouveaux départements :
- département de Bardaï
- département d'Aouzou
- département de Zouar
- département de Wour

## Population
Les habitants du Tibesti sont les Toubous (200 000 à 500 000). Ils se nomment eux-mêmes Teda. Ils sont présents au nord-est du Niger, nord du Tchad, sud de la Libye, nord-ouest du Soudan et sud-ouest de l'Égypte peuplent cette région.
Leurs origines ne sont pas établies avec certitude. L'une des hypothèses avance qu'ils descendraient d'une très ancienne population saharienne refoulée par des invasions successives et retranchée dans la forteresse naturelle que constitue le Tibesti. Une situation géographique aussi difficile n'est pas sans présenter quelques avantages. Ainsi depuis des temps immémoriaux jusqu'à une époque récente, personne n'osait s'y aventurer. Les Teda, libres chez eux, pouvaient donc refuser ou adopter à leur rythme les changements sociaux et culturels qui leur semblaient compatibles avec leur échelle de valeurs,.

## Économie
Les populations du Tibesti pratiquent l'élevage de chèvres, de chameaux, le maraîchage et s’occupent aussi des palmiers-dattiers (plus de 500 000 dattiers au Tibesti)[réf. nécessaire].

## Urbanisme
Il existe trois types d'habitat au Tibesti :
- l'habitat semi-nomade, avec ses tentes ;
- l'habitat sédentaire traditionnel des villages, maisons traditionnelles en pierre ;
- l'habitat sédentaire dispersé : l'enclos des maisons est délimité par des séco, clôtures réalisées en fibres végétales, le plus souvent des feuilles de palmier, protégeant les maisons du sable.

Les maisons, elles, sont bâties en banco, un mélange de terre et d'herbe sèche.